# Wapen van Vianen

Het wapen van de voormalige gemeente Vianen

Het wapen van Vianen is het gemeentelijke wapen van de voormalige Utrechtse gemeente Vianen (tot 2002 in de provincie Zuid-Holland gelegen). Het wapen werd op 24 juli 1816 door de Hoge Raad van Adel aan de gemeente toegekend. De gemeente Vianen is op 1 januari 2019 opgegaan in de gemeente Vijfheerenlanden.

## Geschiedenis
Het wapen van Vianen is afgeleid van het wapen van de Heren van Vianen. De familie Van Vianen was, evenals de familie Van Culemborg, afkomstig uit het geslacht Van Beusichem, die als wapen de drie zuilen voerden. Deze families voerden ook de drie zuilen in hun wapen. Later is het wapen overgegaan op de stad en de gemeente. Het komt sinds 1532 op de stadszegels van Vianen voor. Bij de gemeentelijke herindeling van 1986, waarbij Everdingen en Hagestein aan Vianen werden toegevoegd is besloten het wapen niet te wijzigen, omdat die twee plaatsen in de veertiende eeuw in handen waren van dezelfde familie, en omdat de drie zuilen de drie gemeenten symboliseren.

## Blazoen
De beschrijving luidt als volgt:
Van zilver beladen met 3 zuylen van sabel.
N.B.:
- De heraldische kleuren zijn zilver (wit) en sabel (zwart).
- Het wapen heeft een kroon met vijf bladeren.

## Overeenkomstige wapens
De volgende wapens hebben overeenkomsten met het wapen van Vianen:

Het wapen van Abcoude
Het wapen van Abcoude-Baambrugge
Het wapen van Culemborg
Het wapen van Zuilen
Wapen van bisschop Gerard de Korte, geboren in Vianen
Het wapen van Gameren
Kollegie van Dijkgraven en Hoogheemraden van 's Lands van Vianen
Heer van Vianen, Wapenboek Beyeren.